# Derek Ball
Derek Ball é um sonoplasta britânico. Venceu o Oscar de melhor mixagem de som na edição de 1978 por Star Wars, ao lado de Ray West, Bob Minkler e Don MacDougall.